# Siniša Gogić
Siniša Gogić (n. Niš, República Federativa Socialista de Yugoslavia, 20 de octubre de 1963) es un exfutbolista y actual entrenador serbio nacionalizado chipriota. Se desempeñaba en la posición de delantero y es el padre del actual futbolista Alex Gogić.

## Selección nacional
Fue internacional con la selección de fútbol de Chipre en 37 ocasiones y anotó solo 8 goles.

## Clubes
| Club               | País   | Año         |
| ------------------ | ------ | ----------- |
| FK Radnički Niš    | Serbia | 1982 - 1987 |
| FK Rad Belgrado    | Serbia | 1987 - 1989 |
| APOEL Nicolsia     | Chipre | 1989 - 1993 |
| Anorthosis         | Chipre | 1993 - 1997 |
| Olympiakos         | Grecia | 1997 - 2000 |
| APOEL Nicolsia     | Chipre | 2000 - 2002 |
| Olympiakos Nicosia | Chipre | 2002 - 2003 |